# Jóvenes Europeos Federalistas
Los Jóvenes Europeos Federalistas (frecuentemente conocidos por sus siglas, JEF) es una organización política de jóvenes pertenecientes a países europeos. Fundada en 1972, su objetivo es promover la integración y la cooperación para reforzar la democratización de la Unión Europea bajo la forma de un Estado federal.
JEF es una de las organizaciones pertenecientes al Movimiento Europeo y  la Unión de Federalistas Europeos. Cuenta con el apoyo de la Comisión Europea y del Consejo de Europa.
Los Jóvenes Europeos Federalistas agrupan a más de 30.000 miembros y se estructuran en 35 secciones nacionales formando grupos locales y regionales. La organización a nivel europeo es responsable de organizar actividades por toda la Unión y coordinar a los distintos grupos locales.
Entre sus miembros estuvieron algunos parlamentarios europeos como Monica Frassoni (que fue secretaria general de JEF), Richard Corbett (presidente desde 1979 a 1981) o Jo Leinen (que también fue presidente).

## Historia
Creada por primera vez a finales de la década de 1940, la actual estructura de JEF a nivel europeo es fundada en la década de 1970.
Fue alrededor de la década de 1950 cuando aparecen los primeros grupos de jóvenes federalistas como una sección juvenil de la Unión de Federalistas Europeos. Los Jóvenes Federalistas Europeos se organizaron en secciones JEF, estableciendo una nueva estructura europea con una oficina europea en París en 1949. A pesar de la división en el seno del movimiento federalista en los años 50, los diferentes grupos de JEF continuaron con su trabajo a nivel local, regional y nacional, aunque ya no había ninguna organización internacional de JEF.
En 1967, los jóvenes celebraron en Bruselas simulaciones de negociaciones para elaborar un tratado de adhesión del Reino Unido a la Comunidad. En marzo de 1969 organizaron una manifestación en el palco de invitados del Parlamento Europeo, exigiendo su elección directa por sufragio universal. En muchos países europeos se organizaron manifestaciones de protesta contra la dictadura en Grecia. Estas actividades ayudaron a los primeros grupos de jóvenes federalistas a establecer una colaboración muy estrecha y a fortalecer nuevamente sus relaciones. Esta colaboración se concreta en la creación de la oficina de enlace de JEF en 1970. Fue allí donde la asociación internacional toma el nombre de "Jóvenes Federalistas Europeos" y el Congreso fundador se celebró en Luxemburgo los días 25 y 26 de marzo de 1972.
A pesar de que JEF todavía estaba interesada en la Comunidad Europea, nuevos temas se hacen cada vez más importantes para JEF en los años 70: la elección directa del Parlamento Europeo, la reunificación Este-Oeste y ampliación, el desarme, las mujeres, el medio ambiente y las cuestiones de desarrollo internacional. En 1985, cuando Jacques Delors se convierte en Presidente de la Comisión Europea y lanza la idea del Mercado Único, las cuestiones institucionales adquieren importancia en el debate la organización, ya que parecía que una verdadera democracia europea podía establecerse en poco tiempo, JEF estableció su lema: "Los jóvenes europeos, simplemente una generación por delante", mantenido hasta la actualidad.
En la década de los 90, tres desarrollos básicos influyeron en el trabajo y las discusiones de JEF:
1. El regreso de las guerras nacionalistas a Europa;
2. La crisis de legitimidad del proceso de integración europea, destacada por el referéndum danés de 1992 y el referéndum fallido de Noruega en 1994, así como la actitud negativa de la mayoría de los ciudadanos de la UE hacia el euro;
3. Las cuestiones abiertas sobre la ampliación de la Unión Europea.

Desde la década de los 2000, JEF ha trabajado con especial énfasis en cuestiones institucionales que exigen una constitución federal europea y una Europa más democrática. Otra área de gran interés para JEF es la defensa de los derechos humanos.

## Objetivos
Según sus estatutos, JEF es una organización no gubernamental europea no partidista financiada por la comisión europea. Su objetivo es una Europa unida bajo una estructura federal. El eje de su programa político es la demanda de una constitución federal para la Unión Europea, cuyo elemento central sería un parlamento bicameral (una de ellas elegida directamente por los ciudadanos y la otra constituida como una cámara de representación de los Estados miembros).
Otro elemento importante es la demanda de una política exterior unificada, así como una política de seguridad común en la Unión Europea. JEF propone una reforma integral de la UE hacia una mayor democracia, participación, transparencia, eficiencia y sostenibilidad. Además de los objetivos políticos, la organización trata en particular para promover la conciencia europea entre los jóvenes y fomenta el activismo cívico.

## Actividades
JEF difunde sus ideas de la siguiente manera:
Campañas para hacer presión durante un período de tiempo más largo a favor de una causa federalista específica.
Movilizaciónes de toda la red para sensibilizar al público en general sobre los problemas europeos candentes. (Más notablemente la acción callejera anual de Bielorrusia Libre, que se lleva a cabo en numerosas ciudades de Europa y del mundo desde 2006)
Eventos internacionales, como seminarios y cursos de formación sobre una amplia gama de temas en diferentes países de la UE y de fuera de la UE.
 Revista Digital Una revista digital multilingüe e interactiva el Europeísta en la que los jóvenes pueden expresar su opinión en artículos sobre asuntos europeos de actualidad.
Proyectos: planes de acción que implementan una meta específica y para los cuales recibe fondos específicos.
Comunicados de prensa para la defensa de los objetivos de la JEF con destino a medios de comunicación y organizaciones públicas y privadas.
En consecuencia, la organización fomenta el debate sobre los asuntos europeos y las políticas de la UE, al tiempo que fomenta la movilidad de los jóvenes y los intercambios en todo el continente, tratando así de implicar a los ciudadanos europeos, en particular a los jóvenes, de todo el continente en el proceso de integración europea.

## Estructura y Organización
JEF cuenta con unos 30.000 miembros en 35 secciones nacionales una amplia autonomía, coordinadas por una organización paraguas europea, JEF Europa.. 

### JEF Europa
JEF Europa es una Asociación internacional sin ánimo de lucro (IVZW/AISBL) de Derecho belga cuya sede se encuentra en Bruselas.

#### El Congreso Europeo
El máximo órgano decisorio de JEF es el Congreso Europeo, que se reúne cada dos años en una ciudad diferente. Los delegados son elegidos por los miembros de las secciones nacionales (o sus representantes), el número de delgados por sección nacional varía en proporción al número de miembros en cada sección.
El Congreso elige al Presidente y dos Vicepresidentes, un Tesorero, 4 vocales del Comité Ejecutivo y 16 miembros del Comité Federal.

#### El Comité Federal
El Comité Federal o Federal Comittee (FC) se reúne dos veces al año y está compuesto por 16 miembros elegidos directamente por el Congreso, y un número proporcional de representantes de cada una de las secciones nacionales de JEF nombrados por  éstas al efecto. Además, los miembros del Comité Ejecutivo son también miembros del Comité Federal de pleno derecho a excepción del Secretario General quien participa en las sesiones con voz pero sin voto.
El Comité Federal está presidido por un presidium de tres miembros y es el encargado de adoptar las directrices políticas y estratégicas del Comité ejecutivo así como  supervisar su la actividad. Celebra al menos cuatro reuniones al año.

#### El Comité Ejecutivo
El Comité Ejecutivo o Executice Board (EB), presidido por el presidente incluye los dos Vicepresidentes, el Secretario General, el Tesorero, y cuatro vocales. El comité Ejecutivo es el responsable de la implementación de las resoluciones políticas internas y externas adoptadas tanto por el Congreso o el Comité Federal; y es el encargado de la gestión cotidiana de la organización.

#### El Secretariado
El Secretariado o Secretariat, bajo el liderazgo del Secretario General, es el encargado de la administración diaria de JEF Europa: organización de reuniones ordinarias, proyectos europeos, cabildeo, finanzas y comunicaciones internas y externas de JEF, así como de la coordinación de todas las secciones Nacionales y Locales de JEF en los distintos lugares de Europa.

## Presidencia
- Christelle Savall, 2023-Actualmente
- Antonio Argenziano, 2021-2023
- Leonie Martin, 2019-2021
- Christopher Glück, 2011-2019
- Pauline Gessant, 2009-2011
- Philippe Adriaenssens, 2007-2009
- Samuele Pii, 2005-2007
- Jan Seifert, 2003-2005
- Jon Worth, 2001-2003
- Alison Weston, 1999-2001
- Paolo Vacca, 1997-1999
- Philip Savelkoul, 1995-1997
- Ugo Ferruta, 1993-1995
- Tor Eigil Hodne, 1991-1993
- Stephen Woodard, 1989-1991
- Giannis Papageorgiou, 1987-1989
- Lars Erik Nordgaard,1985-87
- Manfred Auster, 1983-85
- Franco Spoltore, 1981-83
- David Grace, 1979-1981
- Richard Corbett, 1977-1978
- Jean Jacques Anglade, 1976-1977
- Flor van de Velde, 1974-1976
- Julian Priestley, 1972-74 Peter Osten.

## Secretaría General
- Judit Lantai, 2022-Actualmente
- Milosh Ristovski, 2018-2022
- Valentin Dupouey, 2014-2018
- Ioan Bucuras, 2013-2014
- Federico Guerrieri, 2012
- Stefan Manevski, 2010-2012
- Ruben Loodts, 2008-2010
- Peter Matjašič, 2006-2008
- Vassilis Stamogiannis, 2004-2006
- Joan Marc Simon, 2002-2004
- Marianne Bonnard, 2000-2002
- Niki Klesl, 1998-2000
- Laura Davis, 1996-1998
- Tobias Flessenkemper, 1994-1996
- Ingo Linsenmann, 1992-1994
- Bernd Hüttemann, 1992
- Soraya Usmani Martinez, 1989-1991
- Irmeli Karhio, 1987-1989
- Monica Frassoni, 1985-1987
- Giannis Papageorgiou, 1984-1985
- Susana Roson, 1982-1984
- Tore Nedrebo, 1981-1982
- Eva Finzi, 1980-1981
- David Grace, 1977-1980
- Jacques Vantomme, 1975-1977
- Gerda Grootjes

## Miembros Notables
Varios eurodiputados importantes como Richard Corbett y Jo Leinen ( Alianza Europea de Partidos socialistas y demócratas), Tom Spencer (Conservador) y Monica Frassoni (Partido Verde Europeo) así como el exsecretario General del Parlamento Europeo (1997-2017) Sir Julian Priestley y el ex primer ministro (1991-1994) y Ministro de Relaciones Exteriores de Suecia (2006-2014) Carl Bildt